# Операция «Зимнее волшебство»
Опера́ция «Зи́мнее волшебство́», нем. Operation Winterzauber (16 февраля 1943 г. — 31 марта 1943 г.) — карательная антипартизанская и полицейская операция германских оккупационных войск, проведённая на территориях Белорусской ССР и РСФСР, находившихся в районе треугольника Себеж — Освея — Полоцк и охватывавших север Беларуси (Дриссенский, Освейский, Полоцкий, Россонский районы), а также Себежский район Псковской области РСФСР (в СССР эти события получили название «Освейская трагедия»).
Отличительной чертой этой карательной полицейской операции являлось осуществление многочисленных крайне жестоких расправ вооружённых формирований немецкой оккупационной администрации (в том числе, именно из коллаборационистских формирований) с мирным населением, которое поддерживало партизанское движение на оккупированных территориях.
Операция проводилась с использованием латышских полицейских батальонов в качестве основных исполнителей при поддержке айнзацгрупп полиции безопасности и службы безопасности (СД), литовских и украинских полицейских батальонов.
По информации Министерства иностранных дел Российской Федерации, юстиция ФРГ квалифицировала операцию «Зимнее волшебство» как преступление против человечности.

## Цель и задачи операции
Целью операции было уничтожение партизанских бригад Россонско-Освейской партизанской зоны и создание нейтральной зоны отчуждения без жителей и населённых пунктов шириной 30—40 км между Дриссой и Россонами (запад — восток), Зилупе и Полоцком (север — юг), проходящей полосой по линии Себеж — Освея — Дрисса — Полоцк — Россоны. Эта полоса земли без населения должна была в дальнейшем лишить партизан всех опорных пунктов.
Сама постановка цели предполагала задачи по массовому уничтожению находившихся в зоне операции деревень и значительной части местных жителей. Это осознавали как руководители операции, так и её исполнители.
В приказе обергруппенфюрера СС Фридриха Еккельна от 15 февраля 1943 года командирам созданных полицейских оперативных групп бригадефюреру СС (генерал-майору полиции) Вальтеру Шредеру и полковнику полиции безопасности Кнехту указывалось: «Все русские деревни на границе с Латвией, которые в первую очередь образуют опорные пункты для нападений со стороны бандитов, следует полностью сжечь».

## Силы сторон

### Коллаборационистские формирования и оккупационные немецко-фашистские войска
Общее руководство операцией осуществлял высший руководитель СС и полиции рейхскомиссариата «Остланд» обергруппенфюрер СС Фридрих Еккельн.
На совещании 4 февраля 1943 года он принял решение создать из латышских полицейских батальонов две оперативные группы под командованием бригадефюрера СС (генерал-майора полиции) Шредера и полковника полиции безопасности Кнехта.
Для руководства особыми командами полиции безопасности были закреплены офицеры СС: за группой Шредера — штурмбаннфюрер СС Ланге, за группой Кнехта — гауптштурмфюрер СС Кауфман.
В первую оперативную группу под командованием Шредера вошли:
- 271-й Айзпутский латышский полицейский батальон (20 офицеров и 354 солдата),
- 273-й Лудзенский латышский полицейский батальон (19 офицеров и 417 солдат),
- 280-й Болдерайский латышский полицейский батальон (29 офицеров и 630 солдат),
- 281-й Абренский латышский полицейский батальон (50 офицеров и 616 солдат) под командованием штандартенфюрера Волдемара Вейсса.

Во вторую оперативную группу под командованием Кнехта вошли:
- 276-й Кулдигский латышский полицейский батальон (19 офицеров и 330 солдат),
- 277-й Сигулдский латышский полицейский батальон (18 офицеров и 403 солдата),
- 278-й Добельский латышский полицейский батальон (18 офицеров и 403 солдата),
- 279-й Цесисский латышский полицейский батальон.

Итого около 3600 карателей.
В операции также участвовали подразделения, первоначально не включённые в состав оперативных групп и составлявшие, таким образом, своеобразный резерв командования:
- 50-й украинский полицейский батальон[6];
- полицейская рота СС;
- немецкие зенитные части;
- немецкая полубатарея артиллерийского дивизиона;
- два немецких взвода связи;
- 2-я авиагруппа особого назначения[6].

В ходе проведения операции к карательным акциям привлекались также новые формирования:
- спешно сформированный 282-й Вентский латышский полицейский батальон[латыш.] (18 офицеров и 460 солдат);
- 2-й литовский полицейский батальон;
- рота 36-го эстонского полицейского батальона;
- айнзацкоманда полиции безопасности под командованием оберштурмфюрера СС Краузе;
- айнзацкоманда службы безопасности (СД) под командованием гауптштурмфюрера СС Кауфмана (численность привлечённого личного состава айнзацкоманд полиции безопасности и Службы безопасности (СД) составляла около 210 человек).

Таким образом, состав оперативных групп со временем изменился — в них были включены подразделения украинского и литовского полицейского батальонов, немецкая полицейская рота СС, немецкий моторизированный взвод жандармерии и приданы айнзацкоманды полиции безопасности и СД.
В состав боевой группы Берта, кроме того, кратковременно включались некоторые подразделения из:
— 3-й танковой армии;
— 201-й охранной дивизии;
— 281-й охранной дивизии;
— 391-й учебно-полевой дивизии.
Общая численность сил, принимавших участие в карательной операции, составила около 4000 человек.

### Партизанские формирования
На стороне партизан действовали различные бригады и отряды, силы которых, из-за нерегулярного состава, трудно оценить. Тем не менее, четыре граничащие с Латвией района Белоруссии и РСФСР (Дриссенский, Освейский, Россонский и Себежский районы) к началу 1943 года плотно контролировались советскими партизанами, образовавшими Россонско-Освейскую партизанскую зону.
Агентура абвера оценивала численность латышского партизанского отряда в 80 человек, всех белорусских отрядов — в 500 человек. Однако реальная численность партизан в этой зоне была более чем в десять раз больше.
Состав северной группы объединённых партизанских сил Россонско-Освейской партизанской зоны:
- Россонская партизанская бригада им. И. В. Сталина[бел.] (командир Родион Охотин);
- 1-я Калининская бригада в составе 7 рот (командир Фёдор Болдин);
- 3-я Калининская бригада в составе 8 рот (командир Алексей Гаврилов);
- 4-я Калининская бригада в составе 5 рот (534 человека) (командир чекист Василий Лисовский);
- 10-я Калининская бригада в составе 4 рот (командир майор Николай Вараксов);
- 11-я Калининская бригада в составе 5 рот (командир Семён Буторин).

Состав южной группы объединённых партизанских сил Россонско-Освейской партизанской зоны:
- Россонская бригада им. К. К. Рокоссовского (командир Романов А. В.);
- 1-я Дриссенская бригада (командир Герасимов Г. П.);
- Бешенковичская бригада «За Советскую Белоруссию» (командир Романов П. М.);
- Сиротинская бригада [переименована в бригаду им. С. М. Короткина] (командир Хомченко П. А.).

Одновременно отдельно действовали Освейская бригада им. М. В. Фрунзе (командир Захаров И. К.), отряд Бубина С. Ф., отряд Нового В. С., латышский отряд Вилиса Самсонса и часть 11-й Калининской партизанской бригады.
Общая численность советских партизан в Россонско-Освейской партизанской зоне в начале 1943 года составляла более 8000 человек.

## Ход операции и карательные действия оккупационных войск

### Ход боевых действий
На начальном этапе операции сопротивление полицейским боевым группам оказывали белорусские 1-я Дриссенская бригада и Освейская бригада им. М. В. Фрунзе, а также 11-я Калининская бригада.
Операция разворачивалась по алгоритму, описанному в датируемом летом 1943 года письме генерального комиссара Риги О. Дрехслера. Войдя в деревню, полицейские и приданные им части расстреливали всех, кого можно было подозревать в принадлежности к партизанам (таковыми считались практически все жители-мужчины в возрасте от 16 до 50 лет), а также стариков и инвалидов, которым был не по силам долгий пеший марш. Остальные — в основном женщины с детьми — направлялись пешком к месту так называемого «второго шлюзования». Тех, кто обессилел в пути, расстреливали. Из сборных лагерей людей направляли в другие лагеря, например в концлагерь «Саласпилс» под Ригой, где женщин отделяли от их детей и направляли на работу в Германию.

Витебская область. 1943 год. Мирные жители, выгнанные из своих домов карателями

Так, 16—18 февраля 1943 года каратели уничтожили деревню Росица. Несмотря на то, что данные немецкой разведки представляли Росицу как опорный пункт партизан, их там не оказалось. Тем не менее, 206 жителей села были уничтожены оперативной группой СД. Затем в Росицу в течение нескольких дней пригоняли жителей соседних деревень для «вторичной фильтрации». Более молодых и сильных людей отправили на станцию Бигосово, где их грузили в вагоны и везли в концлагерь «Саласпилс» и на работы в Германию. Остальные жители были сожжены в домах, большая группа людей была загнана в коровник, который затем подожгли.
Среди убитых были католические священники Юрий Кашира и Антоний Лещевич, один из которых был сожжён с другими жителями, а второй — застрелен за настойчивые просьбы спасти детей, по другим данным, также сожжён (в 1999 году папа римский Иоанн Павел II причислил убитых священнослужителей к лику блаженных).
В общей сложности в Росице было уничтожено 1528 человек. В 1975 году в память об уничтоженных карателями жителях деревни Росица был установлен памятный знак.
Распоряжением командира одной из полицейских боевых групп предписывалось: «В случаях, когда из-за отсутствия в непосредственной близости СД расстрелы необходимо проводить при помощи войск, экзекуции должны проходить в домах. Трупы следует покрывать соломой или сеном и там же сжигать».
В донесении 278-го латышского полицейского батальона отмечается, что уже в первый же день операции, 16 февраля, «продвигаясь через деревню Лимовка и дальше, рота ликвидировала около 100 бандитов и бандитских пособников, сожгла указанную деревню, так как в это время СД действовала в другом населённом пункте».
Рассмотрение донесений полицейских боевых групп также указывает на то, что каратели практиковали «метод разминирования дорог и полей с помощью местного населения» — людей под дулами автоматов гнали на мины.
Нехватка боеприпасов и трудности в координации совместных действий партизанских бригад на территориях дислокации привели к неудачам на начальном этапе сопротивления карательным полицейским силам.
25 февраля 1943 года полицейские группы заняли Кохановичи, 26 февраля — Освею. 26 февраля в бои вступили партизаны Сиротинской бригады и 4-й Калининской бригады. Задействованные партизанские силы однако оказались недостаточными, чтобы остановить продвижение противника.
В тот же день на заседании Центрального штаба партизанского движения приказом заместителя начальника штаба генерал-полковником Сергеем Бельченко партизанские бригады в Россонско-Освейской зоне были подчинены единому руководству под командованием начальника Калининского штаба партизанского движения Алексея Штрахова, после чего, в соответствии с приказом Штрахова А., партизанские силы были разделены на две группы — северную и южную.
Задачей северной группы было остановить противника на линии Церковно—Новоселье и обойти его позиции в направлении Великое Село—Освея, задачей южной группы — сдерживать противника на линии Микулино—Задежье.
Партизанские бригады предприняли контратакующие действия, разгромив гарнизон в деревне Гаи, но попытка зайти в тыл полицейских отрядов в обход Освейского озера и штурм Кохановичей потерпели неудачу.
К 7 марта противник вынужден был приостановить своё наступление, на линии соприкосновения установилось затишье, но уничтожение деревень карателями продолжалось. Советские лётчики, доставлявшие партизанам боеприпасы, докладывали о пожарищах вокруг Освеи.
Положение партизан отягощалось заботами о десятках тысяч беженцев, в основном женщин и детей, искавших у них спасения от карателей.
Командир объединённых партизанских сил Штрахов А. И. неверно оценил установившееся 7 марта затишье в боях и отдал приказ об отводе калининских бригад в места постоянной дислокации. Однако, перегруппировав силы, полицейские боевые группы продолжили наступление. 9 и 10 марта были нанесены бомбовые удары по лесному массиву и деревням Ардавские, Доброплёсы, Миловиды, Моторино, Ровное Поле и др., а затем противник занял лесной массив между Лисно и Задежье. После этого карательные полицейские команды смогли форсировать реку Свольна и захватили населённые пункты Лисно, Реуты, Доброплёсы, Миловиды, Моторино, Морочково, Долгое, Быки, Юзефово.
11 марта уполномоченный Белорусского штаба партизанского движения Бардадын А. Ф. принимает на себя руководство партизанскими силами и ставит задачу не допустить дальнейшего продвижения противника.
11—12 марта партизаны занимают оборону по фронту длиной около 30 км, а 14 марта с помощью доставленных самолётами с Большой земли боеприпасов производят огневой налёт на карателей в деревнях Реуты, Доброплёсы, Миловиды, Моторино, Морочково, Быки, Юзефово. Выбить полицейские группы из деревень не удалось, но продвижение противника остановилось.
Не добившись поставленной цели, командование карательной операции начало 21 марта отвод своих подразделений с территории Беларуси, продолжая боевые действия против партизан в Себежском районе.
31 марта 1943 года обергруппенфюрер СС Фридрих Еккельн издал приказ о завершении операции.
Интересная информация. В составе партизанской бригады им. К. К. Рокоссовского принимал участие в боях с карателями Пётр Миронович Машеров — с 30 марта 1965 года по 4 октября 1980 года П. М. Машеров был первым секретарём ЦК КП Белоруссии, в 1966 году стал кандидатом в члены Политбюро ЦК КПСС и членом Президиума Верховного Совета СССР (4.10.1980 г. трагически погиб в автокатастрофе).
В годы войны с апреля 1942 года П. М. Машеров был командиром партизанского отряда им. Н. А. Щорса, входившего в Россонскую бригаду им. К. К. Рокоссовского. Руководимый им отряд в августе 1942 года совершил крупную боевую операцию — взрыв моста через реку Дрисса на железной дороге Витебск—Рига. В феврале 1943 года П. М. Машеров во главе лыжной группы действовал в тылу немецких карательных отрядов, в течение трёх суток почти без отдыха обстреливая немецкие гарнизоны и отдельные отряды, разбивая их обозы, ведя разведку боем и сообщая все необходимые сведения штабу бригады. В марте 1943 года П. М. Машеров назначен комиссаром бригады им. К. К. Рокоссовского, участвовал в боях с латышско-немецкими полицейскими частями.
В 1944 году Пётр Миронович Машеров был удостоен звания Героя Советского Союза.
Пётр Миронович Машеров пользовался огромным уважением среди граждан Беларуси, и особой любовью и гордостью за него — среди жителей республики, бывших в годы Великой Отечественной войны советскими партизанами.

### Издевательства полицейских команд над мирным населением
Составленные после карательной операции оккупационных сил Акты партизан зафиксировали факты не только убийств, но и изощрённых издевательств над жертвами, которые далеко выходят за рамки выполнения преступных приказов гитлеровского командования.
Так, в деревнях Мозолевщина, Скрипчино, Рагелево были расстреляны и сожжены 371 человек, в том числе малолетние дети от 3 месяцев до 15 лет.
Зверски была растерзана семья Юхневича из деревни Беляны — восьмилетнему Виктору вырезали звезды на груди, на спине и бросили в огонь, 7-летнюю Веру зарезали ножом, полуторагодовалому Жене разбили голову. 
В Освейском районе при экзекуциях детей всех возрастов бросали живых в огонь, живым людям на спинах вырезали ремни и звёзды, выламывали руки.

### Число жертв карательной операции

#### Германские и советские данные о гибели мирных жителей
В донесении об операции «Зимнее волшебство» военный командующий в рейхскомиссариате «Остланд» генерал В. Бремер от 20 марта 1943 г. доложил: по предварительным данным, расстреляно 3629 жителей по подозрению в связи с партизанами, выслано на принудительные работы 6370 человек; добыто 2250 голов крупного рогатого скота, 408 лошадей, 158 свиней, 2490 овец, 2154 голов другой живности. Через четыре дня генерал В. Бремер добавил, что оперативными группами дополнительно расстреляно по «подозрению в бандитизме» 275 человек, забрано на работы 905, добыто также 415 голов крупного рогатого скота, 122 овцы, 1 свинья. При сложении этих цифр получается, что в ходе операции «Зимнее волшебство» были убиты 3904 мирных жителя, 7275 были угнаны на принудительные работы.
Уточнённые подсчёты, сделанные при анализе собранных в архивах России, Беларуси, Германии и Латвии источников, показывают: результатом карательной акции стали 439 сожжённых населённых пунктов, 10—12 тысяч уничтоженных мирных граждан, более 7 тысяч угнанных на принудительные работы в тыл германских войск (несколько тысяч из которых впоследствии погибло).
Из протокола допроса начальника дирекции хозяйства генерального округа Латвии А. Хартманиса явствует: «оставшихся в живых граждан впоследствии доставили в концлагерь „Саласпилс“. Мужей разделяли от жён, затем всех направили на принудительный рабский труд в Германию, детей насильно отнимали от родителей и часть из них распределили между населением Латвии, однако дети были в таком истощённом состоянии, что большинство из них умерло от болезней».
Расхождения в данных донесений карательных оперативных групп и общих потерь гражданского населения связаны с тем, что экзекуции проводили не только каратели из полицейских батальонов, но и оперативные группы СД. Кроме того, данные об убитых немцы подсчитывали на глазок (например, в донесении об уничтожении Хатыни было указано об убийстве 90 жителей, а на самом деле их было 149, и все они установлены поимённо). Угнанных же людей считали ресурсом и учитывали по головам, поэтому данные об их числе в немецких источниках точны.
При составлении Списка уничтоженных деревнь и погибших мирных жителей Россонского, Освейского, Дриссенского и Себежского районов установлено, что в ходе карательной акции погибли 13677 человек.
В советских источниках не исключены ошибки, так как к убитым иногда причисляли тех, кто на деле был угнан на принудительные работы, но даже с учётом поправок следует признать, что количество погибших после проведения карательной операции «Зимнее волшебство» мирных советских жителей значительно превышает «официальные» германские данные и составляет не менее 10—12 тысяч человек.

#### Германские и советские данные о потерях партизан
В донесении немецкого генерала В. Бремера от 20 марта 1943 г. указывалось, что в бою убито 193 партизана, к которым он затем добавил ещё 28 человек, то есть всего 221 партизан.
По партизанским источникам боевые потери составили: в белорусских партизанских отрядах — погибшими 49 чел., 111 чел. ранеными и в Калининских бригадах, по неточным данным, с 16 февраля по 11 марта 1943 г. — погибшими 21 чел., 41 чел. ранеными.

### Итоги карательной операции
Партизаны понесли малые потери, а пострадали в основном мирные жители.
Количество жертв мирного населения составило (в разных источниках приводятся существенно различающиеся данные):
от 3500 человек за время всей карательной операции и до 11383 человек (только по Освейскому району), причём 2118 из них — дети в возрасте до 12 лет, ещё 14175 местных жителей насильно вывезены на работу в Германию.
Латышские эмигрантские историки признают, что «…Освейская акция фактически никакой пользы не принесла — террористические угрозы не уменьшились».
Таким образом, существенного урона партизанскому движению карательная операция не принесла. Полицейские же команды добились только того, что полоса земли в 15 км стала мёртвой зоной с уничтоженными деревнями. В память об уничтоженных деревнях и их жителях поставлены многочисленные памятники и обелиски.

## Ответственность стран за военные преступления своих граждан на территорииБССР(правопреемник —Республика Беларусь) иРСФСР(правопреемник —Российская Федерация)

### Германия
Объединение «KONTAKTE—КОНТАКТЫ» направило 200 спасшимся жителям сожжённых деревень Верхнедвинского района письмо с признанием ответственности за совершённые во время войны преступления против мирных жителей за подписями председателя правления Готтфрида Эберле, члена правления Эберхарда Радзувайта и куратора проекта Дмитрия Стратиевского.

### Латвия
Согласно опубликованным отчётам командования 276-го, 277-го, 278-го, 279-го латышских полицейских батальонов (оперативная группа Кнехта), с 16 февраля по 24 марта 1943 года эти подразделения самостоятельно расстреляли в Беларуси, как записано в отчётах, 875 «бандитов и их пособников», передали СС 1389 человек, при этом отмечено, что в бою было убито 77 партизан и 9 захвачено в плен.
Карательные полицейские команды только этих батальонов уничтожили 107 деревень и 6 хуторов:
- Жерносеки, Жерновка, Хмельники и Зеленка (19 февраля);
- Бандели, Кривосельцы и Межелево (20 февраля);
- Липовка (21 февраля);
- Дубники, Кривосельцы, Бандели, Межелево, Шилово, Пески, Борки, Андины, Шакалево, Замбарово, Возново, Булы, Заборовцы, Трибисы, Липовки, Каменка, Заломы, Колбовщина, Калюты, Аниськово, Барсуки, Медведево, юго-восточная Березовка, Веснино и Савкели (на 23 февраля);
- Давыденки (24 февраля);
- Бучаново, Борково, Сухоруково, Добраники, Рубаны, Салино, Луни, Пасеки, Микулино, Шлыки, Жеребцово, Затлейщина, Демидово, Дуброво, Осетки, Попелушево, Кураши, Червонцы и 6 хуторов (26 февраля), из переданных СД мирных жителей расстреляно 204 человека.
В тот же день другими подразделениями (из группы Берта) были переданы СД и этой службой расстреляны: в Мозалевщине 108 чел., в Будах 45 чел., в Церковно 96 чел. Кроме того, 92 человека угнаны в трудовое рабство, сожжены деревни Дедино, Марково, Рагелево, Мозалевщина, Радьково и Бартоши;
- Марково, Борташи и Сафайчино (1 марта) сожжены, деревни Дамбовка и Поляны стёрты с лица земли;
- Стрелки (2 марта), «Для разминирования минных полей в настоящее время нет местного населения», — докладывают в этот день из группы Илтиса;
- Городиловичи, Нижнее Любасно (3 марта);
- Игналино-Освеица и Красово, Орехово, Чернаки, Байдаково (6 марта) сожжены 277-м полицейским батальоном;
- Остров и Сукали (7 марта) сожжены 279-м полицейским батальоном;
- Кобыльница, Белая, Свольно, Малашково, Загрязно, Дубное (9 марта);
- Изубрица, Ардавское и Мокуты (10 марта);
- Кураши (11 марта), из отчёта полицейских батальонов — в деревне «захвачено 39 подозрительных лиц, в том числе женщины и дети»;
- Мокуты (12 марта);
- Белая, Малинники, Волынцы, Дубное у Белого озера (14 марта), ранее частично сожжённые и покинутые жителями, полностью уничтожены;
- Борхово, Изубрица (18 марта);
- Гнильцы, Доброплёсы, Чернооки, Реуты, Лисно, Залучье (22 марта);
- Липно (23 марта).

Изучения требуют материалы по карательным действиям оперативной группы Шредера.

#### Судьба мирных жителей, угнанных на работы в Латвию
Латвийская республика не предоставила гражданства 155 тысячам постоянных жителей страны, которые в 1942—1943 годах из временно оккупированных Беларуси и разных областей России были пригнаны на работы в Латвию германскими нацистами и их пособниками из латышских полицейских батальонов. Для многих угнанных людей жизнь в Латвии началась с концлагеря «Саласпилс», через который прошли 20—40 тысяч жителей Беларуси и России.
По закону о предоставлении льгот политически репрессированным начала 1990-х годов, жертвы нацизма получили такой статус, однако в новой редакции закона от апреля 1995 года на статус политически репрессированного смогли претендовать только граждане Латвийской республики. Поскольку людям, пригнанным принудительно во время войны в Латвию, гражданства не предоставили, они были лишены и льгот как политически репрессированные.
Попытки исправить эту ситуацию предпринимались неоднократно с 2006 года объединениями «Центр согласия» и «За права человека в единой Латвии» (ЗаПЧЕЛ): предлагалось исключить из закона обязательное почти во всех случаях наличие гражданства Латвии, ограничение в отношении времени высылки (только 1942 и 1943 годы) и места (только Германия), без упоминания оккупированных Германией государств.
Представляя поправки, депутат Сейма Яков Плинер отметил, что «противоестественное преимущество, предоставляемое нацизму по сравнению с коммунизмом, ясно проглядывается в различных законах. Получить статус политически репрессированного лица, которое пострадало от коммунистического режима, намного легче, чем стать признанным жертвой нацизма». Плинер также напомнил, что число людей, пострадавших во время советских депортаций и затем вернувшихся на родину, во много раз меньше числа жертв нацизма, большинство из которых было уничтожено физически.

#### Государственная ответственность
Как отметила автор книги о росицкой трагедии «Да будет воля твоя» Ирина Жерносек, «лично я не могу понять, как можно было добровольно записываться в каратели, жечь и убивать». По её мнению, «руководителям современной Латвии стоит извиниться перед белорусским народом».
Доктор гуманитарных наук из Белоруссии Алесь Белый в марте 2009 года отметил: «Нам хотелось бы видеть на месте паломничества в этой деревне официальных представителей Латвии с тем, чтобы они могли показать, что они стоят на стороне жертв террора, а не поддерживают нацистов».

#### Следствие по фактам реабилитации нацизма
26 сентября 2019 года Главное следственное управление Следственного комитета России сообщило о возбуждении уголовного дела о реабилитации нацизма (ст. 354, часть1 УК РФ) против гражданина Латвийской Республики, бывшего легионера СС Висвалдиса Лациса, в 2017 году переиздавшего в Риге книгу «Латышский легион в свете истины». В ней ветеран легиона оправдывает карательные операции латвийских полицейских частей, проводившиеся во время Великой Отечественной войны на оккупированных немецкими войсками территориях Белорусской ССР, Псковской, Ленинградской и Новгородской областей. По мнению СКР, автор книги попытался сформировать в общественном мнении представление о непричастности латвийских военнослужащих и полицейских к военным преступлениям того периода, подтверждённым историческими документами и показаниями свидетелей.
Приговором Международного военного трибунала организация СС была признана преступной, поскольку активно и во всех своих подразделениях участвовала в преступлениях против человечности, массовых убийствах гражданского населения и карательных акциях — таких, как «Зимнее волшебство» и «Весенний праздник», в 1943 и 1944 годах на оккупированной территории СССР.
Латышские полицейские батальоны уничтожили сотни деревень и тысячи мирных жителей, что в соответствии со ст. 6 Устава Международного Военного трибунала квалифицируется как военные преступления и преступления против человечности.

## Память о жертвах полицейской карательной операции

### Общие мероприятия в память о жертвах карательной операции
В Беларуси и России созданы мемориалы, установлены многочисленные памятники и обелиски памяти жертв карательной операции «Зимнее волшебство». Периодически проводятся различные мероприятия, посвящённые памяти погибших.

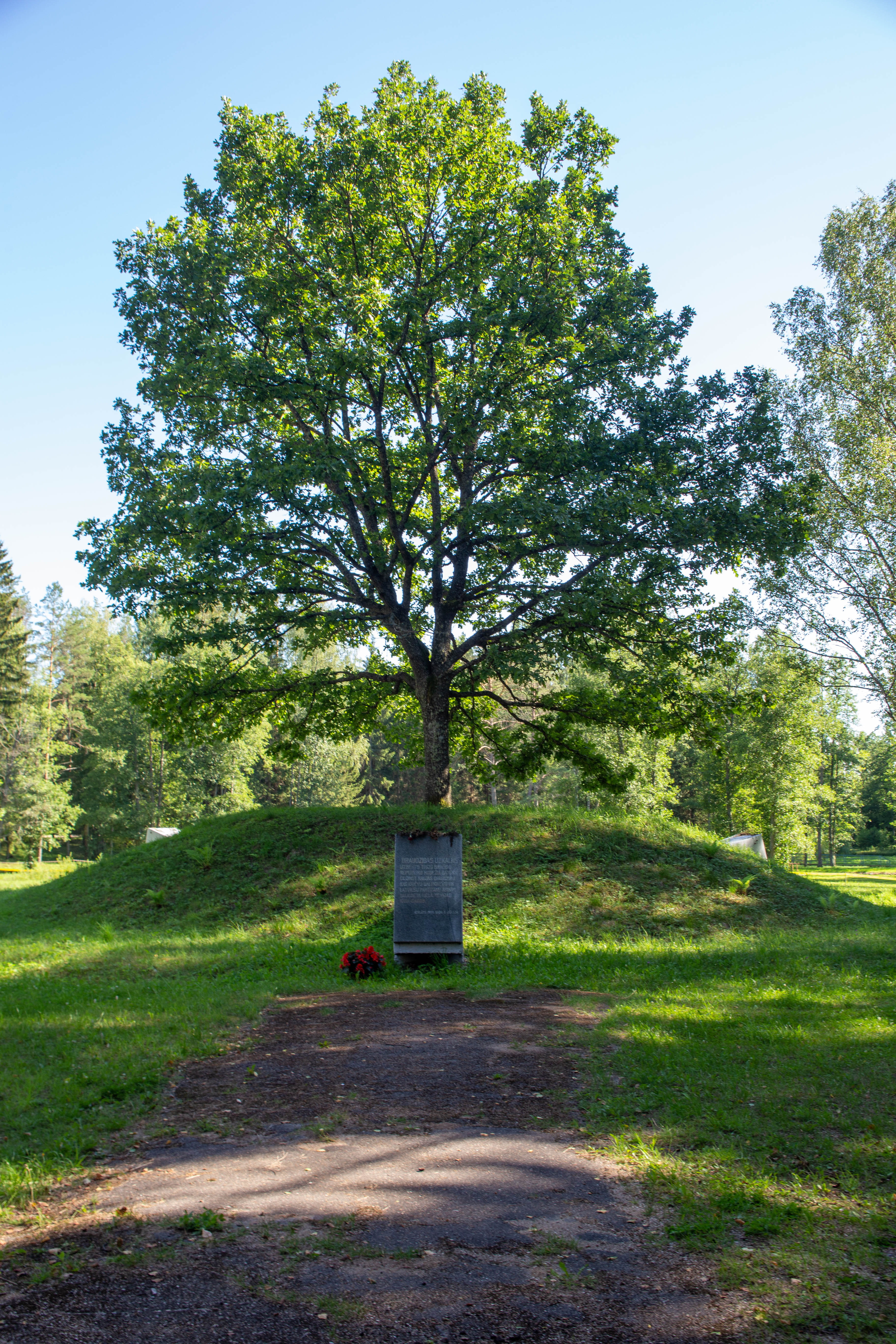
Мемориальный комплекс «Курган Дружбы».
Воздвигнут 3 июля 1959 года на стыке границ России, Беларуси и Латвии в память о сотрудничестве в годы Великой Отечественной войны партизанских отрядов русского, белорусского и латышского народов

В феврале 2008 года в Верхнедвинском районном доме культуры прошла литературно-музыкальная композиция «Жалобныя званы Асвеі». На вечере звучали стихи белорусских поэтов, очевидцы событий делились воспоминаниями.
В населённом пункте Освея возле мемориала «Курган Бессмертия» состоялось собрание ветеранов, молодёжи и общественности, на котором выступили политики, священник и бывший малолетний узник Саласпилса. Посвящённые трагическим событиям февраля—марта 1943 года мероприятия прошли и в других населённых пунктах Беларуси.
В деревне Росица дважды в году, в середине февраля и в середине августа, проводятся поминальные службы. В 2009 году службу посетили несколько выживших жителей, которые поделились своими воспоминаниями. Валентина Марцинкевич, которой было тогда десять лет, вспоминала:
Нас собрали и повели по дороге. Перешли речку, а там на танках эсэсовцы и собак полно. Окружили нас и дальше погнали в деревню Кулаково. Женщин с детьми поместили в местной школе, мужчин рядом в сарае. <…> потом переводчик показывает на нас и ещё две семьи, которые рядом сидели, и приказывает выйти. У крыльца сани. Сели мы в них, отъехали метров тридцать, и тут загорелась школа. Её сначала облили бензином, а потом обстреляли зажигательными пулями. Сарай с мужчинами тоже подожгли. Кто пытался выбраться через окна или крышу, в тех стреляли из автоматов. Женщины стали кричать, а полицай взял плетку, стал бить изо всех сил и кричать, чтобы замолчали, а то всех поубивает.
Как далее вспоминает В. Марцинкевич, их несколько дней везли на поезде в Саласпилс, не давая еды и воды. В пути умирали маленькие дети, те, у кого были силы, на остановке в Даугавпилсе просили прохожих бросить в окно снег.

### Исторические исследования
«Зимнее волшебство» долгое время было забытой темой. К ней обращались германский исследователь Кристиан Герлах, канадский историк Рут Беттина Бирн, белорусский историк Алексей Литвин и член Комиссии историков при президенте Латвии Карлис Кангерис.
Однако опубликованные документы из архивов Германии, Латвии и Беларуси так и не сложились в детальную историю этой карательной акции. Этот пробел постарался заполнить фонд «Историческая память», в 2013 году подготовивший обширный сборник документов об операции в книге «„Зимнее волшебство“. Нацистская карательная операция в белорусско-латвийском пограничье, февраль—март 1943 года» в рамках международного проекта «Повышение статуса спасшихся жителей сожжённых белорусских деревень», направленного на закрепление статуса этих людей как отдельной категории пострадавших от нацизма.
Проект был начат в октябре 2010 года Белорусским фондом мира и Национальным архивом Республики Беларусь при поддержке германского фонда «Память, ответственность и будущее». В сборник вошли 226 документов, в том числе 167 документов из Национального архива Республики Беларусь, 7 — из Государственного архива Витебской области, 12 — из Российского государственного архива социально-политической истории, 14 — из Государственного архива Российской Федерации, 8 — из Тверского центра документации новейшей истории, 14 — из Государственного исторического архива Латвии и 3 — из Центрального архива ФСБ России.
Более полно и развёрнуто трагедия белорусских деревень была отражена в одноимённом сборнике документов, опубликованном в 2011 году.

### Выставка «Угнанное детство»
По результатам сбора свидетельств очевидцев и участников событий из 7 архивов Беларуси, России, Германии и Латвии была подготовлена выставка «Угнанное детство. Малолетние жертвы нацистских карательных операций на северо-западе СССР, 1942—1944 гг.», которая прошла в Москве (Государственный центральный музей современной истории России, январь—февраль 2012 г.) и в Минске (Историческая мастерская Минского международного образовательного центра имени Йоханнеса Рау, ноябрь 2012 — январь 2013 гг.).
Выставка должна была пройти и в Латвии в 2012 году, в Доме Москвы в Риге, однако министр иностранных дел ЛР Эдгар Ринкевич 2 марта своим приказом включил авторов исследования — директора фонда «Историческая память» Александра Дюкова и руководителя исследовательских программ фонда Владимира Симиндея в «черный список» персон нон грата, а директор Дома Москвы Юрий Силов был вызван в МИД Латвии, где ему сообщили о нежелательности проведения выставки «Угнанное детство».
В январе 2015 года Латвия использовала своё председательство в Евросоюзе, чтобы заблокировать проведение в парижской штаб-квартире ЮНЕСКО выставки «Угнанное детство. Жертвы холокоста глазами малолетних узников нацистского концлагеря Саласпилс» под предлогом того, что она может повредить имиджу страны.
Согласно правилам ЮНЕСКО, разрешение Латвии было необходимо для проведения выставки, так как её содержание напрямую связано с событиями, случившимися на территории страны. Тем не менее, выставка, приуроченная к 70-летию освобождения Освенцима и Международному дню памяти жертв Холокоста, была в Париже проведена на площадке Русского духовно-культурного центра.
Таким образом, власти Латвии открыто выступили против актуальных исторических исследований, открывающих трагические страницы её истории в период нацистской оккупации с 1941 по 1945 год.